# Malick Bauer

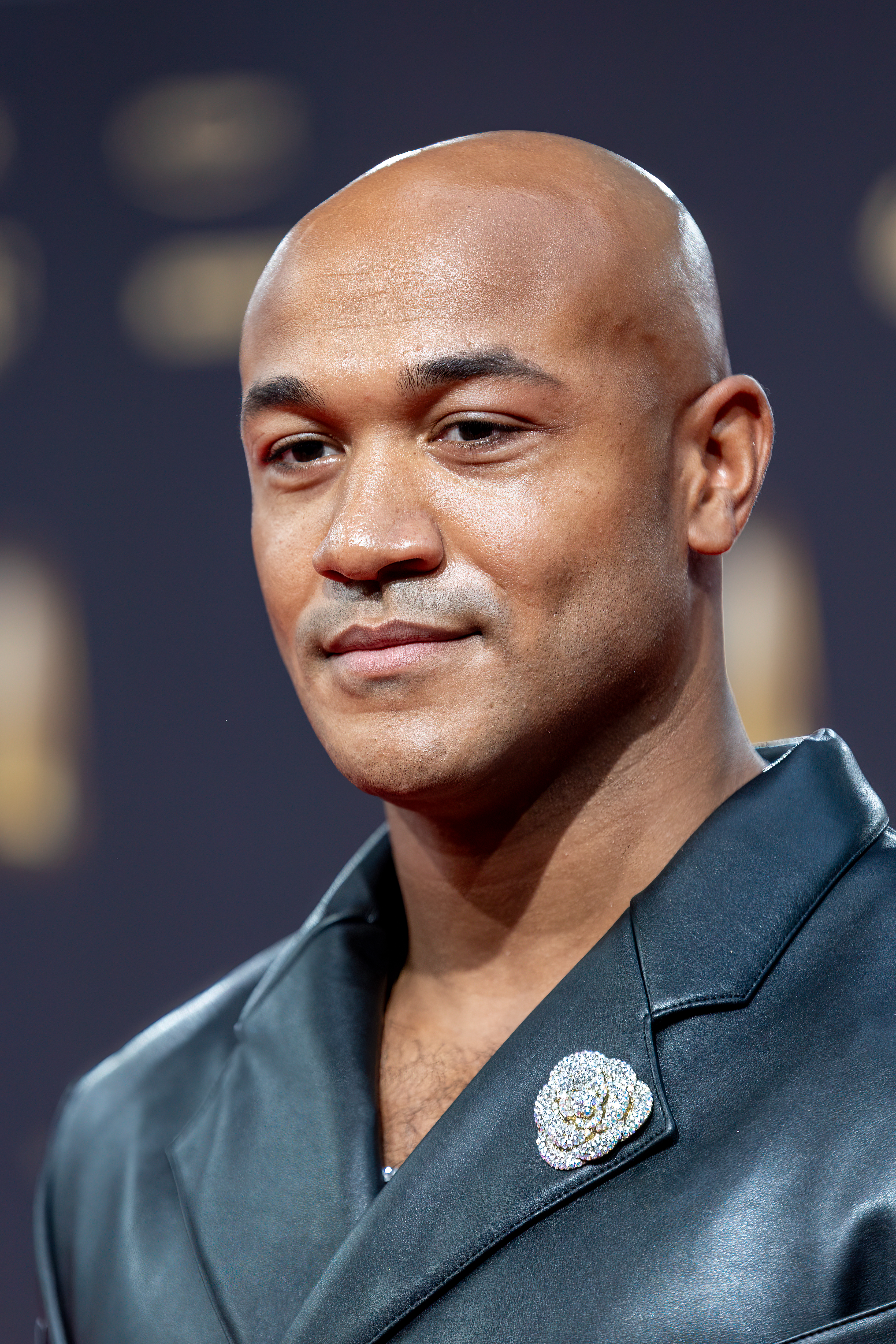
Malick Bauer (2023)

Malick Bauer (* 1991 in Bremen) ist ein deutscher Schauspieler.

## Leben
Bauer wuchs in Bremen auf. Er machte seine ersten Bühnenerfahrungen in der Hamburger Off-Theaterszene in mehreren Produktionen des Monsun-Theaters.
Seine Schauspielausbildung absolvierte er von 2015 bis 2019 an der Hochschule für Musik und Theater „Felix Mendelssohn Bartholdy“ in Leipzig. Von 2017 bis 2019 gehörte er zum Ensemble des neuen theaters Halle, wo er unter anderem unter der Regie von Matthias Brenner die Hauptrolle des Ex-Kriminellen Driss in Ziemlich beste Freunde spielte.
Seit 2019 tritt er an der Volksbühne Berlin auf. Dort debütierte er im Juni 2019 als Tussi und als „Das Geschenk“ in Katja Brunners feministischem Theaterstück Die Hand ist ein einsamer Jäger.
In der Spielzeit 2019/20 spielte er an der Volksbühne Berlin unter anderem Stalin in Germania (nach Heiner Müller), den Jason in Mamma Medea von Tom Lanoye unter der Regie von Pınar Karabulut, den Dan Garner in der Performance Ultraworld von Susanne Kennedy sowie in Claudia Bauers Bearbeitung der Metamorphosen nach Ovid.
In der Spielzeit 2020/21 verkörperte er an der Volksbühne Berlin den Adam Brant in Mourning becomes Electra von Eugene O’Neill. Zur Spielzeit 2021/22 wechselte er an das Berliner Ensemble.
Malick Bauer wirkte auch in einigen TV-Produktionen mit. In dem ZDF-Fernsehfilm Die Jägerin – Nach eigenem Gesetz, dem 2. Film mit Nadja Uhl als Berliner Staatsanwältin Judith Schrader, spielte Bauer den tatverdächtigen Zivilfahnder Patrick Odonkor. In der ZDFneo-Dramaserie WIR (2021) übernahm Bauer als Tayo Schulte, Lebensgefährte der Grundschullehrerin Helena (Katharina Nesytowa), eine der Hauptrollen.
In der 3. Staffel der Comedyserie Frau Jordan stellt gleich, die ab Juni 2021 in Berlin gedreht wurde, übernahm Bauer als neuer Antidiskriminierungsbeauftragter des Stadthauses eine der Hauptrollen.
2023 spielte er die Hauptrolle in der Disney+-Serie Sam – Ein Sachse. Darin verkörperte er den ersten schwarzen Polizisten in Ostdeutschland, dessen Geschichte auf dem wahren Leben von Samuel Meffire beruht. Die Serie wurde mit dem Grimme-Preis 2024 in der Kategorie „Fiktion“ ausgezeichnet.
Malick Bauer ist mit einer Stylistin verheiratet und lebt in Berlin.

## Filmografie (Auswahl)
- 2017: Brüder (Fernsehfilm)
- 2020: Tatort: Funkstille (Fernsehreihe)
- 2021: Mutter kündigt (Fernsehfilm)
- 2021: Die Jägerin – Nach eigenem Gesetz (Fernsehfilm)
- 2021: WIR (Fernsehserie)
- 2023: Sam – Ein Sachse (Fernsehserie, 7 Folgen)
- 2025: Wunderschöner (Kinofilm)
- 2025: Tatort: Abstellgleis (Fernsehreihe)
- 2025: Tatort: Feuer (Fernsehreihe)